# Wattenwyliella dispar
Wattenwyliella dispar är en insektsart som beskrevs av George Clifford Carl 1914. Wattenwyliella dispar ingår i släktet Wattenwyliella och familjen vårtbitare. Inga underarter finns listade i Catalogue of Life.